# Fijación de nitrógeno
Por fijación de nitrógeno se entiende la combinación de nitrógeno molecular o dinitrógeno con oxígeno o hidrógeno para obtener óxidos o amonio que pueden incorporarse a la biosfera. El nitrógeno molecular, que es el componente que más abunda en la atmósfera, es inerte y no aprovechable directamente por la mayoría de los seres vivos. La fijación de nitrógeno puede ocurrir de dos formas: de manera abiótica (sin intervención de los seres vivos) o por acción de microorganismos (fijación biológica de nitrógeno). La fijación en general supone la incorporación a la biosfera de una importante cantidad de nitrógeno, que a nivel global puede alcanzar unos 250 millones de toneladas al año, de las que 150 corresponden a la fijación biológica.

## Fijación abiótica de nitrógeno
Estas reacciones ocurren de forma abiótica en condiciones naturales como consecuencia de las descargas eléctricas o procesos de combustión y el agua de lluvia se encarga de arrastrar al suelo los compuestos formados. También se derivan de la síntesis química de fertilizantes con un alto consumo de energía.

## Fijación biológica de nitrógeno (FBN)

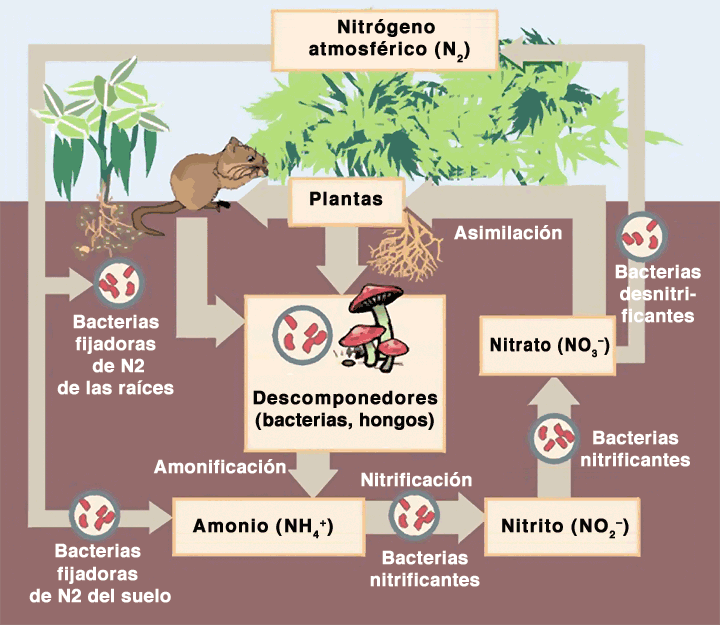
Representación esquemática del ciclo del nitrógeno.

La reducción de nitrógeno a amonio llevada a cabo por bacterias de vida libre o en simbiosis con algunas especies vegetales (leguminosas y algunas leñosas no leguminosas), se conoce como fijación biológica de nitrógeno (FBN). Los organismos capaces de fijar nitrógeno se conocen como diazótrofos.
Esta propiedad está restringida sólo a procariotas y se encuentra muy repartida entre los diferentes grupos de bacterias y algunas arqueobacterias. Es un proceso que consume mucha energía que ocurre con la mediación de la enzima nitrogenasa según la siguiente reacción bioquímica que se produce vía ATP con eliminación de fósforo inorgánico (Pi):
{\displaystyle N_{2}\ +16ATP+8e^{-}+8H^{+}\rightarrow 2NH_{3}+H_{2}+16ADP+16P_{i}}
El amonio, primer compuesto estable del proceso, es asimilado por los fijadores libres o transferido al correspondiente hospedador en el caso de la asociación con plantas. Aunque el amoníaco (NH3) es el producto directo de esta reacción, se ioniza rápidamente a amonio (NH4). En diazótrofos de vida libre, el amonio de la nitrogenasa es asimilada en glutamato a través del ciclo de síntesis glutamina sintetasa/glutamato.
La nitrogenasa, formada por dos metaloproteínas, ferroproteína y molibdoferroproteína, está bastante bien conservada en todos los microorganismos fijadores. Presenta un rango de actividad extendido frente a otras moléculas que contienen triples enlaces lo que ha dado base a un práctico método de detección y medida de la capacidad fijadora, y a pensar en el posible papel detoxificador de esta enzima en el ambiente primigenio de la tierra. 
En muchas bacterias, la nitrogenasa es muy susceptible a la destrucción por oxígeno (muchas bacterias dejan de producir fijar nitrógeno en presencia de oxígeno). Tensiones bajas de oxígeno son aprovechadas por diferentes bacterias que viven en anaerobiosis, respirando niveles bajos de oxígeno, u obteniendo el oxígeno con una proteína (p. ej. leghemoglobina).
La fijación de nitrógeno presenta un gran interés económico y ecológico. De hecho, y como ejemplo, las altas producciones de soja a nivel mundial son debidas a este proceso a través de la aplicación de inoculante microbianos de calidad. Se da en todos los hábitats y equilibra el ciclo biogeoquímico del nitrógeno al recuperar para la biosfera el que se pierde por desnitrificación. La implicación en la fijación simbiótica de plantas tan importantes en alimentación humana y animal como las leguminosas, y la posibilidad de extender esta propiedad a otras especies vegetales de interés agrícola, con la consiguiente eliminación de la necesidad de usar fertilizantes nitrogenados, ha hecho de la FBN un tema de intensa investigación a lo largo de los años.

### Fijación simbiótica de nitrógeno en las leguminosas
Las más conocidas son las plantas de la familia de las leguminosas (Fabaceae) como los tréboles, alfalfa, soja, alubias o porotos, guisantes), que poseen en sus raíces nódulos con bacterias simbióticas conocidas como rizobios, que producen compuestos nitrogenados que ayudan a la planta a crecer y competir con otras plantas. Cuando la planta muere, el nitrógeno ayuda a fertilizar el suelo. Se cree también que durante la vida de la planta también se enriquece el suelo a través de los exudados de las raíces, ricos en nitrógeno.
La inmensa mayoría de las leguminosas tienen esa asociación, pero algunos géneros como Styphnolobium no. La asociación leguminosa-bacteria suele ser muy específica, aunque algunas especies bacterianas son capaces de formar simbiosis con varias leguminosas:
| Leguminosa          | Bacteria                                                   |
| Soja                | Bradyrhizobium japonicum y Sinorhizobium fredii            |
| Guisante            | Rhizobium leguminosarum bv. viciae                         |
| Alubia              | Rhizobium leguminosarum bv. phaseoli, R. etli y R. tropici |
| Trébol              | Rhizobium leguminosarum bv. trifolii                       |
| Alfalfa             | Sinorhizobium meliloti                                     |
| Medicago truncatula | Sinorhizobium meliloti                                     |

### Fijación de nitrógeno en no-leguminosas
Hay pocas plantas no leguminosas que puedan fijar nitrógeno. Son 22 géneros de arbustos leñosos o árboles de 8 familias. Estas plantas forman asociaciones con bacterias del género Frankia, y se denominan plantas actinoricicas. La habilidad de fijar nitrógeno no está universalmente presente en esas familias; así, de los 122 géneros de Rosaceae, solo 4 géneros fijan nitrógeno.
| Familias      | Géneros                                                         |
| Betulaceae    | Alnus                                                           |
| Casuarinaceae | Allocasuarina, Casuarina, Gymnostoma                            |
| Coriariaceae  | Coriaria                                                        |
| Datiscaceae   | Datisca                                                         |
| Elaeagnaceae  | Elaeagnus, Hippophae, Shepherdia                                |
| Myricaceae    | Myrica, Comptonia                                               |
| Rhamnaceae    | Ceanothus, Colletia, Discaria, Kentrothamnus, Retanilla, Trevoa |
| Rosaceae      | Cercocarpus, Chamaebatia, Purshia, Dryas                        |

También hay algunas asociaciones simbióticas fijadoras de nitrógeno con cianobacterias (Nostoc).
- Algunos líquenes como Lobaria y Peltigera
- Azolla (helecho mosquito)
- Cycas
- Gunnera

También existe asociación entre bacterias fijadoras y plantas del tipo gramíneas. En estos casos la bacteria (algunas cepas del género Azospirillum) invade los espacios entre células de la raíz pero sin penetrar en las células vegetales. Algunos cultivos que se pueden beneficiar de este tipo de asociaciones son los siguientes:
- Caña de azúcar
- Sorgo
- Arroz
- Trigo
- Maíz